# Ed Stafford
Edward James Stafford, conocido como Ed Stafford (nacido en el 26 de diciembre de 1975), es un explorador y antiguo capitán del ejército británico. Está incluido en el libro Guinness de los récords por ser la primera persona en recorrer a pie toda la longitud del río Amazonas. Stafford presenta ahora programas en el Discovery Channel. Actualmente ha realizado una serie de travesías poniendo a prueba la supervivencia humana en cualquier parte del mundo en donde las condiciones son extremas. Y está casado con Laura Bingham, es una exploradora y aventurera inglesa conocida por liderar el primer descenso mundial del río Esequibo en Guyana, América del Sur.

## Biografía
Nació en Peterborough, Cambridgeshire, y creció en Leicestershire. Fue adoptado cuando era un bebé por Barbara y Jeremy Stafford, que eran abogados en Leicestershire. Se educó en Uppingham y fue lobato y scout en Leicestershire. Stafford se licenció en Geografía por la Universidad de Newcastle en 1997.

## Carrera de exploración y supervivencia
El 9 de agosto de 2010 fue la primera persona que recorrió a pie toda la longitud del río Amazonas; está expedición fue documentada en el programa Walking the Amazon de Channel 5. Empezó el recorrido con su amigo Luke Collyer el 2 de abril de 2008 en la costa este de Perú. Collyer abandonó a los tres meses y Stafford prosiguió la marcha junto a Gadiel “Cho” Sánchez Rivera. El objetivo de Stafford era apoyar a varias organizaciones benéficas.
Stafford se quedó sin dinero a mitad de camino y tuvo que recurrir a hacer vídeos en YouTube con enlaces de PayPal pidiendo dinero a los espectadores. Más tarde lo describió como "crowdfunding antes de que se hubiera inventado". También fue asaltado a punta de pistola y con arco y flecha, y arrestado tanto por contrabando de drogas como por asesinato, este último cuando casualmente llegó a un asentamiento aislado el mismo día en que un miembro de la comunidad había desaparecido. Lo encerraron en una cabaña de madera durante ocho horas antes de permitirle continuar su viaje.
En mayo de 2009 Ed Stafford apareció en la portada de Geographical, revista editada por la Royal Geographical Society.
En mayo de 2010, cuando ya llevaba más de dos años de travesía, fue elegido «personaje de la semana» por Diane Sawyer de ABC News. Ranulph Fiennes calificó la aventura de Stafford como, «realmente extraordinaria, en la cumbre de las expediciones pasadas y futuras». Fue nombrado uno de los aventureros del año 2010 por National Geographic y en marzo de 2011 fue premiado como «aventurero europeo de año» en una ceremonia celebrada en Estocolmo.
En el año 2011 su logro fue reconocido por Guinness World Records, y apareció en el libro Guinness del año 2012. También en 2011 la Royal Scottish Geographical Society le concedió la medalla Mungo Park por su contribución al conocimiento de la geografía a través de la exploración.
Protagonizó un programa de Discovery Communications en el año 2012, Ed Stafford: Naked and Marooned, donde debía sobrevivir sesenta días en la isla tropical deshabitada de Olorua sin ningún tipo de comida o equipo.